# San Sebastián (1783)
El San Sebastián fue un navío de línea de dos cubiertas y 74 cañones nominales, líder de su clase homónima, siendo botado para la Armada española en 1783. De acuerdo con los estándares británicos quedaba categorizado como navío de tercera clase, con dos cubiertas de cañones. Tras su traspaso a Francia en 1799 quedó categorizado como un Premier Rang.

## Construcción
El barco fue encargado en 1782 en Pasajes. El barco fue botado el 16 de mayo de 1783 y puesto en servicio ese mismo año bajo el mando de Felipe López de Carrizosa. Fue realizado según el sistema francés de Francisco Gautier, con modificaciones propuestas por el ingeniero y arquitecto naval Vicente Plo. Su coste de fabricación ascendió a 4,7 millones de reales de vellón. 

## Historial
El 31 de agosto de 1782 el capitán de navío D. Francisco Mollinedo se hizo cargo del mando del buque. El barco llegó el 9 de abril de 1784 procedente de Ferrol con el San Fermín con destino Cádiz, de donde partió el 5 de mayo hacia Cartagena con José Bustillo y Gómez al mando del buque. El barco fue incorporado a la escuadra del teniente general  D. Antonio Barceló durante la expedición de guerra de Argelia, cuando la ciudad de Argel fue bombardeada. En enero de 1785 el barco arribó a Ferrol procedente de Cádiz, donde fue puesto en reserva. El barco se hallaba en mantenimiento en 1786.
Entre los días 26 y 30 de junio de 1788 el buque realizó pruebas de comparación, supervisadas por su jefe de escuadra, el general José de Córdova y Ramos. Desde abril de 1788 el barco ya se encontraba en Cádiz, bajo el mando del capitán de navío D. Tomás Geraldino, durante los ejercicios de la escuadra de pruebas dirigida por José de Córdova y Ramos. Se dio la circunstancia de llevar a bordo una desaladora, que era una especie de cocina realizada en hiero, dotada de ventilador y alambiques. El invento, diseñado por el propio capitán del buque, causó una buena impresión y por una Real Orden del 8 de enero de 1790 se ordenó utilizar esta mejora en la Armada, en la medida de lo posible.
Todavía estaba en 1790 en Cádiz, desde donde el barco partió el 19 de mayo de 1791 hacia Ferrol para ser puesto en reserva con el Magnánimo y el San Fermín. En 1793 el buque se encontraba desarmado, adscrito al departamento de Ferrol y al mando del brigadier Tomás Gayangos.
El 12 de febrero de 1794, bajo el mando de su nuevo capitán, D. Rafael Mestre, zarpó del Arsenal de Cartagena con destino Cádiz para incorporarse a la flota de José de Córdova, con la que partiría de Cádiz en septiembre para incorporarse a la escuadra española en el Mediterráneo. El barco regresó a Cádiz en noviembre, de donde partió ese mismo mes para ser puesto en reserva en Ferrol.
Incorporado a la flota de Basco Morales, el buque partió el 1 de febrero de 1795 de Cádiz para incorporarse a la flota de Juan de Lángara, primero en el apostadero de la Bahía de Rosas y posteriormente en Mahón. El 3 de octubre de ese mismo año, pasa a estar comandado por el capitán de navío D. José Agustín Olózoga. El 6 de noviembre zarpó de Cartagena rumbo a Cádiz, estando al mando del capitán de fragata D. Francisco Páez,donde llegó dos días después para incorporarse a la flota. En diciembre el barco fue sometido a un acondicionamiento, siendo forrado su casco de cobre, aunque terminaría siendo puesto en reserva en enero de 1796 en la plaza de Cádiz.
En febrero de 1797, hallándose en la Bahía de Cádiz bajo el mando del capitán de navío D. José Ramón de Vargas y Vargas, se incorpora a la escuadra de José de Mazarredo. El 6 de febrero de 1798 el barco partió de Cádiz con el resto de la flota en persecución de los barcos de la Royal Navy británica que bloqueaban el acceso a Cádiz desde el año anterior.
En mayo de 1799, la Armada francesa reclamó el barco como compensación, a cambio del Revolution (anteriormente Censeur), perteneciente a la escuadra de Eustache Bruix, que no era apto para la defensa de Cádiz al encontrarse en mal estado e imposibilitado de navegación. España, obligada por la alianza desfavorable con Francia, no tuvo más remedio que entregar un buque operativo por otro en estado de putrefacción. El San Sebastián fue transferido a Francia el 18 de mayo de 1799 y pasó a llamarse temporalmente Saint Sébastien. El barco recibió oficialmente el nombre de Alliance el 31 de julio en Brest. En agosto de 1807, se determinó que su casco estaba en estado de corrosión, por lo que sería finalmente desguazado.